# Entosthodon mauritianus
Entosthodon mauritianus là một loài Rêu trong họ Funariaceae. Loài này được Schimp. ex Besch. mô tả khoa học đầu tiên năm 1880.